# Bergondo (parroquia)
Bergondo (llamada oficialmente San Salvador de Bergondo) es una parroquia española del municipio de Bergondo, en la provincia de La Coruña, Galicia.

## Entidades de población
Entidades de población que forman parte de la parroquia:
- Campiña (A Campiña)
- A Lameira
- Leiras (As Leiras)
- Codesido
- Bergondiño
- Carrio
- Cortes
- Covas
- Cruz de Sar
- Mariñán
- Miodelo
- Montecelo
- Ocaño (O Caño)
- Polígono Industrial
- Sayoso (Saioso)
- San Cidre (San Sidre)
- Sanín
- Vilanova

## Demografía
| Gráfica de evolución demográfica de Bergondo entre 2000 y 2018 |
|                                                                |
| Datos según el nomenclátor publicado por el INE.               |